# Hasse Karlsson (psykiatriker)
Hasse Eskil Karlsson, född 29 augusti 1955 i Åbo, är en finländsk läkare och professor i psykiatri. 
Karlsson blev medicine doktor 1996, var professor i psykiatri vid Åbo universitet 1997–2002 och blev sistnämnda år innehavare av den svenskspråkiga professuren i ämnet vid Helsingfors universitet. Han har publicerat vetenskapliga arbeten om psykosomatiska symptom, depression, schizofreni och psykoterapi. I sin forskning har han förenat biologiska och psykologiska metoder.